# Особняк Архипова (Челябинск)
Особняк Архипова — дом купца и мецената Михаила Петровича Архипова, расположенный на пересечении улиц Коммуны (ранее — Скобелевской) и Васенко (ранее — Оренбургской) в городе Челябинске. Объект культурного наследия регионального значения.

## Описание
Особняк представляет из себя двухэтажное строение, выполненное симметрично таким образом, что южная часть здания фасадом обращена к улице Коммуне, а западная — к улице Васенко, то есть имеет Г-образую форму. В северной части дома, на втором этаже, расположен балкон, декорированный металлической кованой решёткой. Первый этаж дома кирпичный, второй — деревянный, фасад дома полностью отштукатурен. Каждое окно дома имеет свой наличник простой формы. Над окнами размещены лепные венки. Первоначально в южной части дома был широкий проём, который использовался бывшими хозяевами усадьбы в качестве проезда, в настоящее время проезд заложен и сейчас на его месте широкое окно. Дворовые фасады уступают в красочности внешним, но сохраняют общий композиционный стиль здания.
Особняк купца Архипова единственное здание дореволюционного Челябинска, в котором сохранилось довольно полно первоначальное внутреннее убранство и предметы внутридомовой отделки: разнообразная потолочная лепнина, расписные плафоны, потолочные росписи на тему времён года, а также изразцовые печи.

## История
Особняк Архипова был построен в 1911 году в стилистике позднего модерна. Рядом с жилым домом были возведены хозяйственные строения, превратив особняк в семейную усадьбу.
Дом принадлежал семье Архиповых, после Октябрьской революции был национализирован советской властью. В 1919 году здесь был избран первый городской комитет РКСМ(б), о чём свидетельствует памятная доска на северном фасаде дома.
В бывшем семейном особняке в разные годы находились окружной комитет РКП(б), детский дом, Уралгипроводхоз, отделения газет «Молодой сталинец» и «Челябинский рабочий». Доподлинно неизвестно, кто является архитектором особняка и автором его внутренних росписей, но существуют предположения, что проект дома мог подготовить челябинский архитектор А. Фёдоров.
В 1960—1970 годах все надворные постройки усадьбы были снесены. Сохранившемуся основному зданию усадьбы в 1977 году был присвоен статус памятника архитектуры.
В здании размещались челябинские археологи, научный центр уральского отделения РАН, городской Дом учёных. Администрацией Центрального района города также рассматривался вопрос о создании в особняке музея челябинского купечества. В 2012 году предполагалось передача здания в МВД.
По состоянию на 2015 год бывший дом купца М. П. Архипова пустует. Здание находится на балансе министерства промышленности и природных ресурсов Челябинского области.